# Cornwalli Királyság
A Cornwalli Királyság (más néven Kernow) a Római Birodalom bukása után a kora középkor során létezett állam volt a Brit-sziget délnyugati csücskében, Cornwallban.

## Elnevezése
Nevét valószínűleg a corniusok briton törzsről kapta, akik bizonyosan ezen a területen laktak. Ezt a római Ravennai Kozmográfia is feljegyzi. Cornwall ma is használt korni elnevezése Kernow, ami nagyon hasonlít a walesi Cernyw és a breton Kernev alakra. A terület latin neve Comubia volt, de a környékbeli népek Dél-Walesnek hívták, majd később Cornwall lett a neve.

## Státusza és jellemzői
Úgy tűnik, Cornwall eredetileg a nagyobb Dumnonia királyság része volt. A hagyomány szerint viszont ebben az időben is volt önálló döntési jogkörrel rendelkező alkirálya. Néhány történész azonban úgy véli, mindig is független volt Dumnoniától. Az bizonyos, hogy a 8. század folyamán a terület angolszász befolyás alatt állt.
Cornwallt soha sem foglalták el a rómaiak teljesen, és a településeket a kivonulásuk után is tovább használták. Úgy tűnik, a király vándorolt, egyszerre több kastélyt is fenntartott magának, többek között Tintagelben. Kevesebb főúr épített a Castke Dore-hoz és a Kelly Roundshoz hasonló erődöket.
Egyes vélemények szerint, miután kivonultak innen a rómaiak, a kereszténység tanítói nem érték el ezt a távol fekvő területet, s így a terület lakói pogányok maradtak. Később, az 5. és 6. században Szent Byrchan gyermekei és az Ír-szigetről származó szentek térítették meg az ittlakókat. Bodminban volt egy fontos monostor, amit különböző korból származó források más-más egyházmegyéhez soroltak, míg végül Canterbury fennhatósága alá került a 9. század közepén.

## Cornwall királyai
A korni uralkodókról számos ówalesi dokumentum, a Szentek élete és a helyi valamint az Artúr királyhoz fűződő mondakör áll rendelkezésre forrásként.
- Márk király: a Trisztán és Izolda egyik szereplője, valószínűleg az 5. században uralkodott. A helyi legenda szerint Tintagelben volt egy udvartartása.
- Salamon király: Szent Cybi apja, talán Márk után uralkodott.
- Dungarth király: A hagyomány szerint az utolsó király. Az Annales Cambriae szerint 875-ben vízbe fúlt.

875 után számos korni nevű ember viselte a Cornwall grófja címet, amely lehet, hogy folytonosságot mutat az előbbi címmel, és a trónörökösök viselték ezt a címet. Az utolsó gróf Cadoc volt a sorban, kinek a hatalma 1066-ban Anglia normann megszállásával fejeződött be.
Az emlékköveken említett többi király még kisebb területek urai lehetett.

## Kapcsolat a Kerekasztal-mondakörrel
Geoffrey of Monmouth azt írta, hogy Artúr király székhelye Tintagelben volt. Azt is írta, hogy a király utolsó csatája, a camlanni csata helyszíne Cornwallban van. Ezt a helyszínt hagyományosan a Slaughter-hídnál azonosítják, Camelford közelében. Többször felmerült, hogy Camelford lett volna a legendás Camelot.

## Szász uralom
Mivel Cornwall egy félsziget, nehéz volt meghódítani. Ezt először 814-ben Wessexi Egbert próbálta meg, amikor az akkoriban ide tartozó devoni területeket uralma alá vonta. Az összecsapások folytatódtak a 9. században, és a ma Devonhoz tartozó akkor cornwalli területek javát a korni/viking csapatok által indított Hingston Down-i csata után elvesztették. Az összeütközésre 838-ban került sor. A terület mai határait 927-ben Athelstan állapította meg a Tamar partjánál. A 11. században a korni királyok rangja gróf lett, de ez nem jelentette azt, hogy hatalmukat is elvesztették. Az utolsó uralkodót 1066-ban Hódító Vilmos mondatta le.